# Pseudostixis proxima
Pseudostixis proxima är en skalbaggsart som beskrevs av Stefan von Breuning 1936. Pseudostixis proxima ingår i släktet Pseudostixis och familjen långhorningar. Inga underarter finns listade i Catalogue of Life.